# تپه انتکا
تپه انتکا مربوط به سده‌های اولیه دوران‌های تاریخی پس از اسلام است و در شهرستان ازنا، بخش مرکزی، دهستان پاچه لک غربی، ۲۰۰ متری جنوب روستای برجله واقع شده و این اثر در تاریخ ۲۸ اسفند ۱۳۸۵ با شمارهٔ ثبت ۱۸۳۳۱ به‌عنوان یکی از آثار ملی ایران به ثبت رسیده است.